# Michel Baelde
Michel Baelde (Oudenburg - Westkerke, 22 februari 1933 - Blankenberge, 28 april 2014) was een Belgisch historicus en hoogleraar.

## Levensloop
Michel Baelde doorliep de Grieks-Latijnse humaniora (1946-1952) en het letterkundig regentaat (1952-1954) aan het Sint-Jozefscollege en de normaalschool in Torhout. Hij studeerde aan de Rijksuniversiteit Gent en promoveerde tot licentiaat geschiedenis in 1958.
Hij werd aspirant bij het Nationaal Fonds voor Wetenschappelijk Onderzoek. Het uitgevoerde onderzoek, onder leiding van professor Egied Strubbe, leidde hem tot het realiseren van een proefschrift gewijd aan de Collaterale Raden onder Karel V en Filips II (1531-1578), waarmee hij in 1962 tot doctor in de geschiedenis promoveerde. Met zijn onderzoek kon Baelde de continuïteit aantonen tussen de laat-Bourgondische centrale instellingen en de Collaterale Raden onder de eerste Habsburgers. Dit als belangrijk erkende werk werd bekroond door de Koninklijke Vlaamse Academie van België voor Wetenschappen en Kunsten en werd gepubliceerd.
In 1966 werd hij assistent aan de Rijksuniversiteit Gent en in 1970 docent. In 1980 werd hij hoogleraar en in 1987 gewoon hoogleraar. In 1993 ging hij met emeritaat.
Hij doceerde de geschiedenis van het publiekrecht en de publiekrechtelijke instellingen in het vroegmoderne Europa. Daarnaast zette hij zijn onderzoek verder en legde hij zich toe op de politieke geschiedenis, de religiegeschiedenis en de heuristiek tijdens de vroegmoderne periode.
Dit onderzoek, omvangrijk en gevarieerd, maakte van hem een erkend specialist in de geschiedenis van de 16de tot 18de eeuw, meer bepaald met betrekking tot de politiek-institutionele, de financiële en de religieuze geschiedenis in de (Zuidelijke) Nederlanden. Vooral voor de geschiedenis van de zestiende eeuw (bestuursinstellingen, financiewezen, godsdiensttroebelen, Pacificatie van Gent enz. was zijn oeuvre origineel en vernieuwend.
Buiten het zestiende-eeuwse kader deed hij ook onderzoek onder meer naar de Orde van het Gulden Vlies in de Bourgondische tijd, de Hoge Raad voor de Nederlanden in Wenen, de 'Jointe de Cabinet' in het tweede kwart van de achttiende eeuw.
Een bijzondere activiteit, die hij ondernam samen met zijn collega's Erik Aerts, Herman Coppens, Hugo De Schepper, Hugo Soly, Alfons Thijs en Karin Van Honacker, was het realiseren van een naslagwerk over de geschiedenis, de organisatie en de bevoegdheden van de centrale instellingen in de Habsburgse Nederlanden, vergezeld van een overzicht voor elke instelling van de relevante bronnen en literatuur. Het werd een omvangrijke publicatie waaraan tientallen auteurs hun medewerking verleenden; ze werd in 1994 gepubliceerd door het Algemeen Rijksarchief onder de titel De centrale overheidsinstellingen van de Habsburgse Nederlanden (1482-1795) (2 delen, 981 blz.) en in 1995 in een Franse editie. Het boek werd in de beroepsmilieus verwelkomd als een onmisbaar referentiewerk betreffende de politieke en institutionele geschiedenis van de Habsburgse Nederlanden.
Naar aanleiding van zijn emeritaat verscheen Beleid en Bestuur in de Oude Nederlanden. Liber amicorum prof. dr. Michel Baelde, Gent, 1993, met 33 wetenschappelijke bijdragen door collega's en vrienden.
Michel Baelde was een zoon van Gerard Baelde (1905-1977) en Margriet Kyndt (1903-1980). Hij was getrouwd met Lea Verbiest uit Eeklo en ze hadden een zoon en een dochter.

## Werken
- De Collaterale Raden onder Karel V en Filips II (1531-1578). Bijdrage tot de geschiedenis van de centrale instellingen in de zestiende eeuw, Brussel, 1965
- De domeingoederen van de vorst in de Nederlanden omstreeks het midden van de zestiende eeuw, Brussel, 1971
- (als editor) Opstand en Pacificatie in de Lage Landen. Bijdrage tot de studie van de Pacificatie van Gent, Gent, 1976
- (samen met Herman van der Wee e.a.) De Lage Landen van 1500 tot 1780, Brussel, 1978

## Artikels
Volledige bibliografie in: Liber amicorum Michel Baelde, Gent, 1993.
- Het bezoldigingsstatuut in de Geheime Raad onder Karel V, in: Bijdragen voor de Geschiedenis der Nederlanden, 1961.
- Financiële politiek en domaniale evolutie in de Naderlanden onder Karel V en Filips II, in: Tijdschrift voor geschiedenis, 1961.
- De kerkelijke subsidies in de Nederlanden onder Karel V, in: Belgisch Tijdschrift voor filologie en geschiedenis, 1965.
- Onuitgegeven documenten betreffende de zestiende-eeuwse Collaterale Raden, in: Handelingen van de Koninklijke Commissie voor geschiedenis, 1965.
- Edellieden en juristen in het centrale bestuur der zestiende-eeuwse Nederlanden, in: Tijdschrift voor geschiedenis, 1967.
- Het Gulden Vlies in de 15e eeuw, in: Spiegel Historiael, 1972.
- De samenstelling van de Hoge Raad der Nederlanden te Wenen (1717-1757), in: Miscellanea aangeboden aan Charles Verlinden, Gent, 1975.
- De Pacificatie van Gent (1576), in: Opstand en Pacificatie in de Lage Landen, Gent, 1976.
- De Geheime Raad, coördinator van de centralisering in de zestiende-eeuwse Nederlanden, in: Cultuurgeschiedenis in de Nederlanden. Liber amicorum J. Andriessen, Leuven, 1986.
- Monarchie in opbouw: de eerste instructie van de Raad van State (1531), in: Archief- en Bibliotheekwezen in België, 1990.